# Castell de Fonolleres
Castell de Fonolleres és una obra del municipi de Parlavà (Baix Empordà) declarada bé cultural d'interès nacional.

## Descripció
Vers el N-E i a poca distància de l'església parroquial de Fonolleres hi queden els únics vestigis actuals del castell, consistents en un mur a tocar de l'església, a l'angle nord-oriental del seu recinte murat. Els fragments de murs, formant cantonada, pertanyen avui a unes cases tardanes; són de pedres i morter; les llargues espitlleres, a diferents altures, i l'angle, són fets amb carreus ben escairats. L'any 1970 es destruí un altre basament de llenç espitllerat, situat a pocs metres a llevant de l'església.

## Història
És un castell termenat documentat el 1085. El castell de Fonolleres s'esmenta en una de les clàusules d'un conveni de l'any 1085 entre els comtes Hug II d'Empúries i Guislabert II de Rossellò, sobre llurs dominis. El mateix conveni es renovà els anys 1121 i 1154 amb termes idèntics. La clàusula dita fa al·lusió al castro Funularias, quod tu ibi habere debes, cun suis pertinenciis. Al segle xii consta que la seu de Girona ja tenia drets sobre aquest castell. En una data no determinada el bisbe Berenguer Dalmau, que inicià l'episcopat l'any 1113, rebé el jurament de fidelitat pels castells de fenularias et Kanian, al segle xiii el bisbe Pere de Castellnou adquirí la totalitat dels drets sobre aquesta fortalesa.